# Neobisium maxvachoni
Espèce
Synonymes
- Neobisium vachoni Heurtault, 1968 nec Beier, 1939

Neobisium maxvachoni est une espèce de pseudoscorpions de la famille des Neobisiidae.

## Distribution
Cette espèce est endémique d'Occitanie en France. Elle se rencontre vers Bessèges dans le Gard.

## Description
Le mâle holotype mesure 4,80 mm.

## Systématique et taxinomie
Cette espèce a été décrite sous le nom Neobisium vachoni par Heurtault en 1968. Ce étant préoccupé par  Neobisium vachoni Beier, 1939, elle est renommée Neobisium maxvachoni par Heurtault en 1990.

## Étymologie
Cette espèce est nommée en l'honneur de Max Vachon.

## Publications originales
- Heurtault, 1990 : Neobisium (N.) maxvachoni, new name for Neobisium (N.) vachoni Heurtault, 1968 (Arachnida, Pseudoscorpionida, Neobisiidae). Bulletin of the British Arachnological Society, vol. 8, no 4, p. 28 (texte intégral).
- Heurtault, 1968 : Une nouvelle espece de pseudoscorpion du Gard: Neobisium (N.) vachoni (Neobisiidae). Bulletin du Muséum national d'histoire naturelle, vol. 40, no 2, p. 315-319 (texte intégral).